# 飯野高宮神山神社
飯野高宮神山神社（いいのたかみやこうやまじんじゃ）は三重県松阪市山添町（旧飯野郡）にある神社である。単に神山神社（こうやまじんじゃ）ともいう。櫛田川と祓川の分岐点北西に位置する神山（こうやま）山麓にある。
天照大神を祀る地を求めて各地を巡った倭姫命が一時滞在した飯野高宮の地に比定される元伊勢の伝承地でもある。
境内には紀勢本線が走る踏切がある。

## 祭神
- 猿田彦命、天鈿女命を祭神とする[1]。

## 由緒

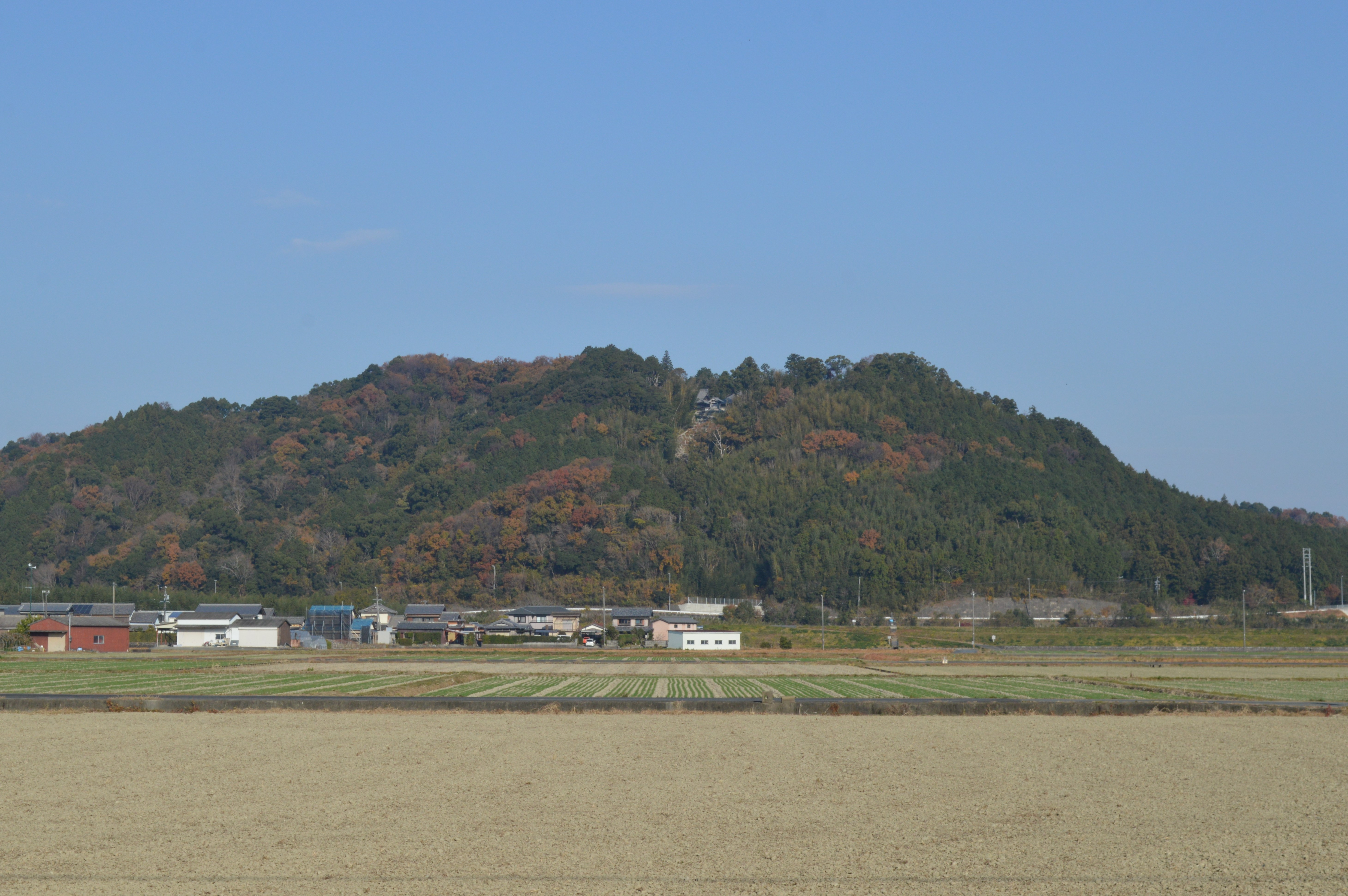
神社がある神山

- 神道五部書の倭姫命世記の伝承によると、垂仁天皇22年に倭姫命が「飯野ノ高宮」で4年間天照大神をお祀りしたとある[2]。境内の立札ではこの「飯野ノ高宮」が当社であると記されている[1]。ただし、櫛田川沿いには飯野高宮ではないかと伝わる神社が複数あるほか[2]、神道五部書を偽書とする一説[3]もある。
- かつては神山の山頂にあったが、南北朝時代に神山城が築かれる頃に現在地の山麓に降りたという[4]。

## 合祀と分祀
- 合祀：23社を合祀。（1907年に三玉神社（山添町）、1908年に須賀神社（安楽町）など）[1]
- 分祀：21社を分祀。（昭和期に、櫛田神社（櫛田町）、清水神社（清水町）、須賀神社（安楽町）、宇気比神社（山下町）、須賀神社（伊賀町）、豊原神社（豊原町）など）[1]

## 周辺
- 神山一乗寺
- JR紀勢本線・参宮線多気駅
- 三重県道701号御麻生薗豊原線